# Gynoplistia (Gynoplistia) variicalcarata
Gynoplistia (Gynoplistia) variicalcarata is een tweevleugelige uit de familie steltmuggen (Limoniidae). De soort komt voor in het Neotropisch gebied.